# 凱布林根科格爾山
47°57′24″N 14°18′21″E / 47.956656°N 14.305733°E
凱布林根科格爾山（德語：Kaiblinger Kogel），是奧地利的山峰，位於該國北部，由上奧地利州負責管轄，屬於上奧地利前阿爾卑斯山脈的一部分，海拔高度752米。